# Ремньов Віктор Володимирович
Ремньов Віктор Володимирович (нар. 1 серпня 1958) — гірник очисного забою відокремленого підрозділу «Шахта 1-3 „Новогродівська“» державного підприємства «Селидіввугілля» (Донецька область), Герой України.

## Нагороди
- Звання Герой України з врученням ордена Держави (22 серпня 2013) — за багаторічну самовіддану шахтарську працю та високу професійну майстерність[1]
- Заслужений шахтар України (23 серпня 2006) — за високий професіоналізм, значний особистий внесок у розвиток вугільної промисловості та багаторічну сумлінну працю[2]
- Знак «Шахтарська слава» 3-х ступенів